# 学業不正

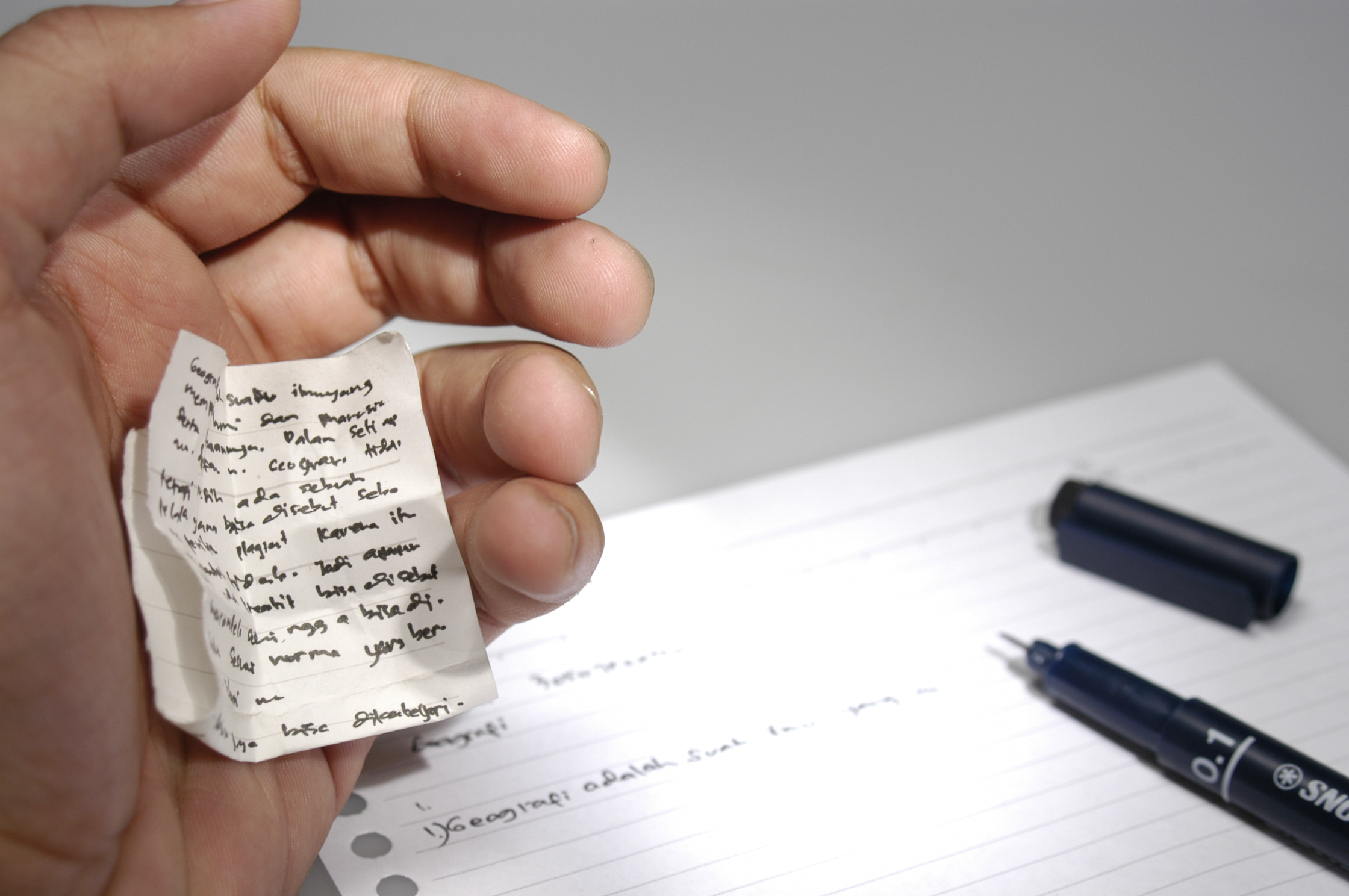
試験中に左手のカンニングペーパーを見る

学業不正（がくぎょうふせい、英: Academic dishonesty）とは、初等教育、中等教育、高等教育、街のカルチャースクールや自動車学校などを含め、生徒や学生が試験やレポート（調査や研究等の報告書や学校で課題として提出する小論文）などでする不正行為の総称である。具体的行為は、カンニング、賄賂、嘘、捏造、改竄、盗用、なりすまし、論文代行、破壊活動、教員側の不正などであるが、定義、規則、実態は、時代、国、教育の場（例：カルチャースクール - 大学）、教育の段階（例：幼稚園 - 大学院）でかなり異なる。

## 歴史
古代は、知的財産という概念がなく、知識やアイデアは知的エリートの共有資産だった。本は手書きで模写し出版した。引用の基準がなく、学者は、原著者が望まないほど多く、あるいは望まないほど少なく、原文を自由に要約したりコメントした。機械による印刷が普及し、文章が固定されたのはもっと後の時代である。学者はエリートで、学者集団は小さく、お互いに知っており、お互いに信頼していた。
このシステムはヨーロッパで、中世まで続いた。教育はラテン語、時々はギリシャ語で行なわれた。学者の一部は僧侶で、本の模写に多大な時間を割いた。他の学者は、ローマ・カトリック教会関係の大学に所属していた。ヨーロッパで活版印刷技術がヨハネス・グーテンベルクによって発明されたのは、1450年頃である。
そして、学業不正の1つであるカンニングは、古くから行なわれていた。
数千年前、中国は、公務員試験でカンニングすると受験者と試験官の両方を死罪にした記録がある。
19世紀後半に、米国現代語学文学協会やアメリカ心理学会が設立され引用の標準的方法が確立・普及していったが、それ以前は、盗用は普通に行なわれていた。

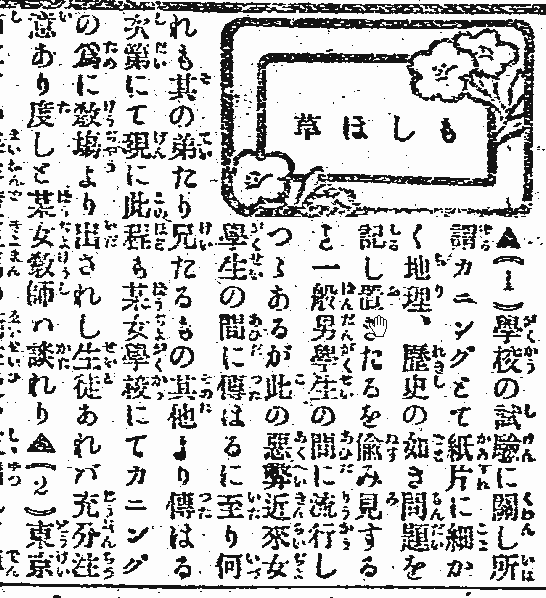
読売新聞1905年（明治38年）のカンニングの記事

米国では、19世紀後半から20世紀初頭、大学は、カンニングを不正だとみなしていなかったので、学生は広範囲にカンニングしていた。20世紀初頭、3分の2の学生がカンニングしていたと推測されている。学生たちの一部は、学年を越えて、いわゆるエッセー・ミル（essay mills）仲間を作っていた。それは、過去の学期末レポートをファイル化し、提出者の名前を変えるだけで同じ内容のレポートを何度も繰り返し提出できる結託（Collusion）システムだった。しかし、20世紀初頭、米国の高等教育界がメリトクラシー（能力主義社会）に向かうとともに、カンニングは徹底的に禁止されるようになり、学生たちも、カンニングを否定的にとらえるようになった。
日本でも、1905年（明治38年）3月14日の読売新聞に、「カニング」（「カンニング」のこと）は学業不正であると認識されているのに、学生の間で流行っている、という記事がある。

## 現代
以下は断らない限り米国の事情である。
米国では、教育のすべての段階で学業不正がある。小学校の1年生の20%、中学生の56%、高校生の70%がカンニングをしている。ドイツでは、過去6か月以内に学業不正の少なくとも1つをしたと、大学生の75%が認めている。
学生は単独でカンニングをするだけではない。ノースカロライナ州の教員の研究では、回答者の約35パーセントが、複数の学生が協力してカンニングしているのを目撃したと答えている。カンニングが多いのは、人生上重要な試験（high-stakes testing）が増えたことと、学生の成績が高いことを教員が望む結果だといわれている。
1960年代、高等教育での学業不正に関する全米調査が最初に行なわれた。少なくとも一回はカンニングをした経験があると答えた大学生は50%-70%もいた。全米の学生のカンニング率は今日も同じ率で安定している。もちろん、大学の規模、レベル、カンニング禁止指導の強弱によって、大学間に大きな差がある。一般に、小規模エリート大学ほどカンニング率は低い。例えば、小規模エリート大学のリベラル・アーツ・カレッジは15%-20%なのに、大規模公立大学は75%である。さらに、他の方法でカンニングを規制する大学の学生より、しっかりとした倫理規範（honor code）がある大学の学生の方がカンニング率は低い。
大学院でのカンニング率もかなり高く、調査によると、カンニングをしたことがある大学院生は、経営学修士で56%、工学で54%、教育学で48%、法学で45%である。

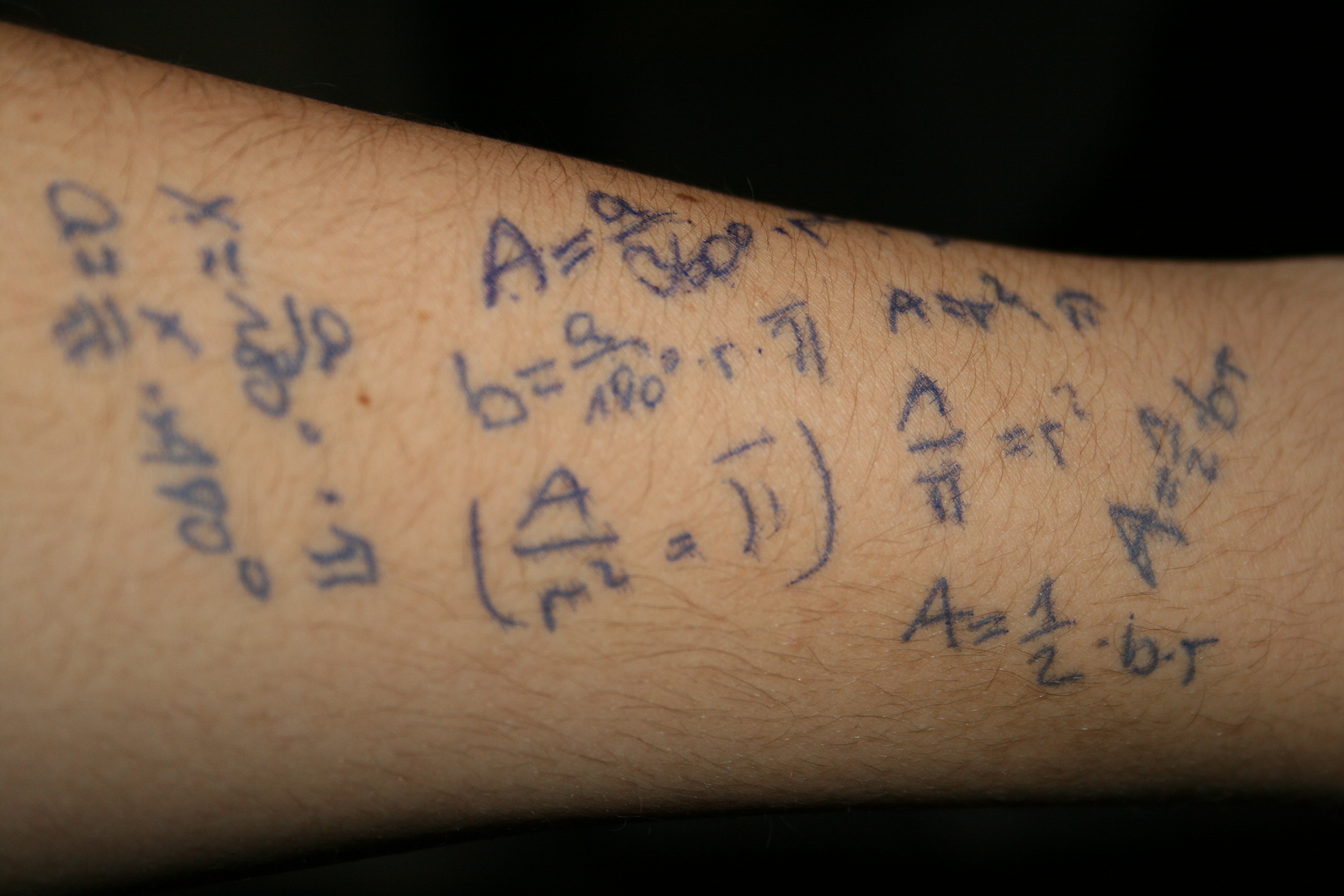
腕に数学の公式を書いたカンニング

高校生の学業不正は、米国では非常にありふれた問題となっている。高校生は自分がどう行動するのが倫理的なのかという理解と実際の行動の間に大きなギャップがある。ジョゼフソン青年倫理研究所（Josephson Institute for Youth Ethics）の2008年のアンケート調査では、30,000人の高校生の62%が「去年、他人の宿題をコピーして提出したことが2回以上ある」と答えた。しかし、同じ調査で、高校生の92パーセントは「自分の倫理観と性格に満足している」と答えている。つまり、一般的に、高校生は自己認識と実際の行動の間に大きなギャップがある。
さらに、高校生と大学生向けの宿題代行と試験代行オンライン・サービスが登場してきた。高校側や大学側もそのようなウェブサイトに気づいているが、「論文代行」（Contract cheating）を取り締まることがうまくできていない。オンライン教育をしているオハイオ数学協会（Ohio Mathematics Association）は、オンライン試験をやめて、少なくとも80％の試験は試験監督者がみている場での試験に切り替えることを推奨している。
他国の学業不正の研究はあまりされていないが、1999年の論文では、日本は米国よりもカンニングが多いと思われている。日本が行なった日本の大学生の調査では、文部科学省の中央教育審議会委員が「カンニングをしたことがある学生は実に3割に達し、その3割の学生について聴取いたしますと、トータル5割5分までが否定的な考えを持っておりません」と1999年に述べている。
2016年、過去3年間で英国の大学生の5万人が、盗用や論文代行の学業不正で捕まっていた。なお、留学生が英国人の4倍も多かった。
2010年、ペリー（B.Perry）は、学業不正の類型学を考案した。ペリーの類型は、2次元モデルで、縦軸は規則を理解している度合、横軸は規則を守る度合である。類型学によれば、規則を理解しているのに、規則を守らない学生は、不正度が高いと分類できる。

## 種類

### カンニング

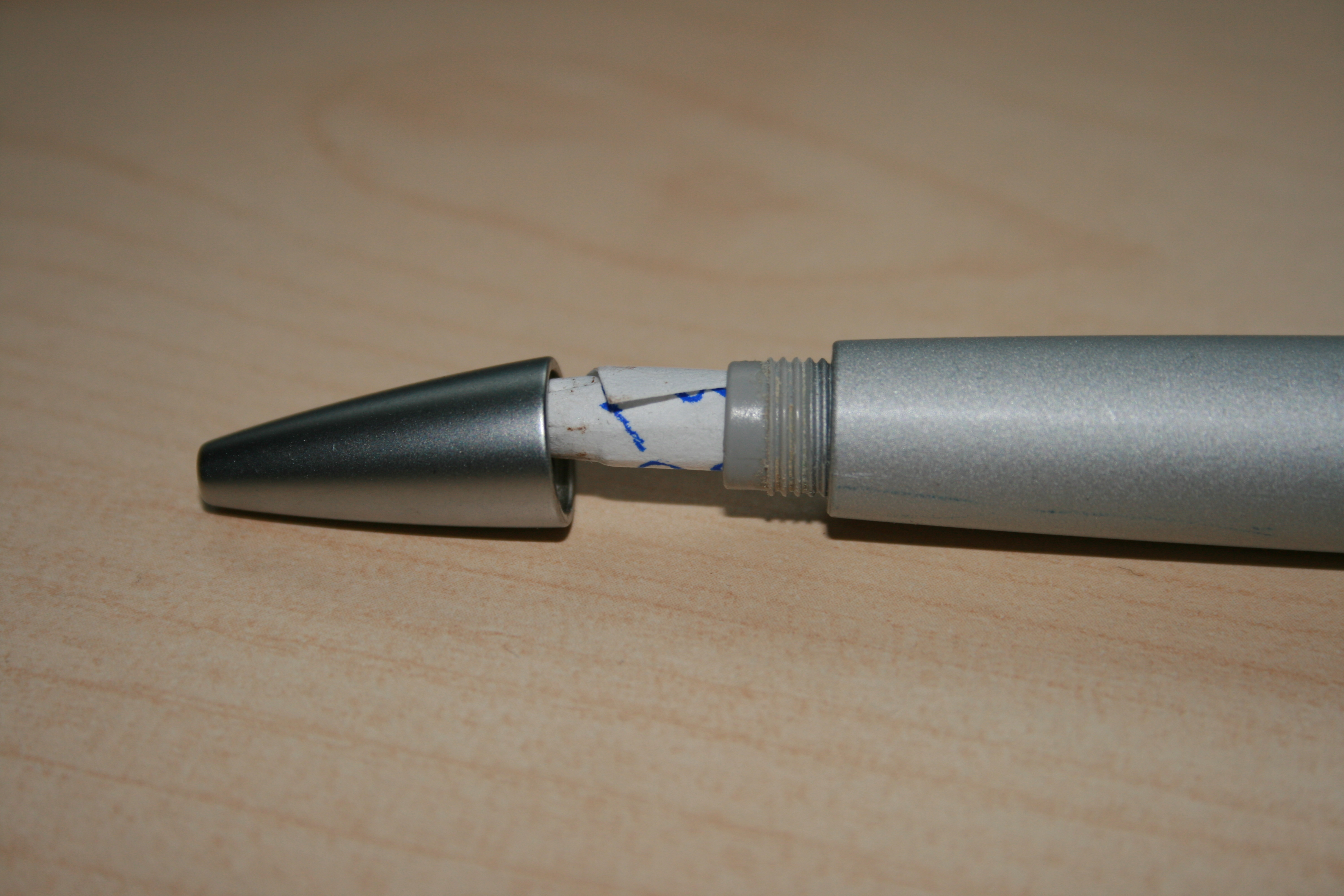
シャープペンシルの先に仕込んだカンニングペーパー

試験のとき、受験生本人が隠し持ったメモ、または他の受験生の答案を見るなどして答案を作成する不正行為。筆記試験の導入に伴い、世界中で古くから広範に行なわれている最も中心的な学業不正である。原因と防止に関する多くの研究があるが、いまだに充分に有効な対策が打ち出せていない。英語ではカンニングを「cheating」（チーティング）という。日本語の「カンニング」は和製英語である。
世界中でカンニング事件が起こっている。一例を挙げると、2012年5月、米国の名門大学・ハーバード大学のカンニング事件（2012 Harvard cheating scandal）が起こった。政治学の試験で学年の約半数にあたる125名が退学や停学、仮進級処分を受けた。

### 賄賂
金銭や贈り物など価値のある物・行為を受け取る代わりに、受験生に試験問題を教えるなどの不正行為。犯罪である。日本では、刑法197条 - 198条に規定されている賄賂罪に該当する。看護師国家試験問題漏洩事件などの日本の国家試験問題漏洩では、漏洩した試験問題作成者は処分されたが、受験生は処分されなかった。
「価値のある物・行為」は、金銭、物品、不動産、昇進、特権、給与増、性、快楽、情報、投票、行為、行為の約束、特定の権力者への圧力などがある。

### 嘘
学生が宿題やレポート提出などで嘘をつく不正行為。嘘の理由で提出期限を延長してもらう。また、既に提出したと嘘の主張をする。他の学業不正に比べ、軽度と思われている。課題ができない学生が責任回避のために行なうことが多いが、一部の真面目な学生は、学業不正という自覚がなくこの種の不正を行なう。

### 捏造・改竄
学業不正での捏造、改竄は、学生が、自分の宿題、レポート（調査や研究等の報告書や学校で課題として提出する小論文）、申請書などで、データ、図、表、研究結果などを、創作する不正（捏造）、または自分に都合が良いように基準を越えた改変をする不正（改竄）である。
捏造・改竄は、理科（自然科学）で多い。生徒や学生は、実験が「うまく」できたことにするためにデータを改竄する。都合の良い測定点を選び、都合の悪い測定点を除く。適切と思える測定点・数値を捏造する。
参考論文リストは比較的、捏造されやすい。一定数の参考論文リストが要求されるレポートでは特に捏造される。読んでいないのにもかかわらず、タイトルが適切な実在の論文をリストに加える軽度な捏造から、タイトルと著者の両方とも捏造し、あたかも実在するかのような偽論文をリストに加える悪質な捏造まである。
「カラ実験（dry-labbing）」という捏造もある。特に、化学などの理科（自然科学）実験で多い。実験は、確立している法則を確認する作業なので、教員の期待している実験結果が明白である。それで、生徒（学生）は、まず最初に課題と実験内容をよく読み解き、期待される実験結果を予測する。その予測から手順を後戻りする。つまり、期待される実験データを最初に予測し、予測に沿ったデータを作るように実験する。時には、予測データをずらすなどの子細工もする。極端な場合、生徒（学生）は、実際には実験しないでレポートを書いてしまうこともある。いずれの場合も、実験レポートは教員の期待に応える形になり、良い成績がもらえる。日本の高校や大学では、これが学業不正に該当するという認識は、生徒（学生）にも教員にも乏しい。

### 盗用
学業不正での盗用は、学生が、自分の宿題、レポート（調査や研究等の報告書や学校で課題として提出する小論文）、申請書などで、他人の文章、データ、図、表、研究結果などを利用する場合、出典を引用しないで、あたかも自分が書いたり実験して得たかのように発表・申請し、良い成績、単位、奨学金などの利益を得る行為である。
1995年の『ランダムハウスのコンパクト大辞典』（Random House Compact Unabridged Dictionary）によれば、盗用は、「他人の文章およびアイデアを模倣し、自分のオリジナルとして表現すること」と定義されている。
学術界では、必要なクレジットや引用なしに、他の著者(個人、集団、組織、コミュニティー、匿名も含む)のオリジナルな知的創造物(概念、アイデア、方法、情報の一部、表現の一部など)を自分の文書（学術出版、論文、書籍、レポート、申請書など）に使用し発表する行為とされている。
範囲として、クレジットなしで他人の文章やキャッチフレーズを自分の文章・言葉としてそのまま使う、著作権で保護された文章を引用なしで言い換え（Paraphrasing of copyrighted material）する、代行業者に自分の宿題、レポート、申請書などを依頼する論文代行（Contract cheating）などがある。論文代行は後述する。
現代の盗作・盗用の概念、つまり、創造性（オリジナリティ）を尊重する概念は18世紀のヨーロッパに出現した。それ以前は、作家と芸術家は「師の作品をできるだけ正確にコピーし」、かつ「独自の発明」を加えないことが奨励されていた。18世紀になって、学術界(科学、教育、工学など)とジャーナリズムの領域で、盗用は悪いことだという新しい価値観が導入された。盗用は研究倫理や報道倫理に背き、所属組織から除名されるなどの厳しい処分が課させる制度が導入され、研究者やジャーナリストの経歴に大きなダメージを与えた。ただ、芸術の領域では、技術と創造力を磨くために習作（盗作）するという慣習が長く残り、21世紀に入った現在でも、ある種の盗作行為は許容されている。
通常の盗用は犯罪ではないが、特殊な盗用は著作権侵害になり民法違反の民事事件になる。欧米では、盗用した人に対して人々はかなり大きく失望する。
18世紀以降、盗用は問題視されているのだが、依然となくならない。21世紀に入って、むしろ、学生の盗用問題が増えてきた。とはいえ、盗用の議論の主眼は、優秀な学生に盗用をどう回避してもらうかである。優秀な学生が、盗用という小さな事件でつまづいて、学業から脱落し、才能を発揮できないのは教員はやりきれない。社会としても大きな損失である。

### なりすまし
学生本人とは別の人が本人になりすまして、学業を達成する不正行為。他の学生や極端な場合は家族・知人などが、受験者本人になりすまして試験を受ける替え玉受験がある。また、出欠を取る授業で、欠席者の出席を装うために他の学生が代わって返事をする代返という不正行為がある。2016年4月にマイナビが実施した調査によると、現役大学生の25.6%が代返を依頼したことがあると回答した。インドの医学生の75%、アラブ首長国連邦の医学生の42%が代返をしたことがあるという調査結果がある。

### 論文代行
学生が、宿題、レポート、論文を業者に依頼する不正行為。委託された外部業者は有料で代行する。2006年、英国のトーマス・ランカスター（Thomas Lancaster）とロバート・クラーク（Robert Clarke）が「論文代行（Contract cheating）」という専門用語を提唱した。卒業論文の代行問題もあれば、修士論文の代行問題もある。学業不正とは次元が異なるが、学術論文の代筆も問題視されている。

### 破壊活動
学業不正での破壊活動は、生徒（学生）が、他の生徒（学生）の学業が進むのを妨害する不正行為である。例えば、図書館の本のページを切り抜く、クラスメートのコンピュータのデータを削除する、故意に他の生徒（学生）の実験を邪魔するなどがある。破壊活動は、通常、学内ランキングが重視されるエリート校など、競争が激しい環境で起こるが、低次元の妨害行為は、すべての教育の場できわめて一般的に起こる。
大学の医学部図書館では、授業で学生に役立つ必読書やジャーナルの肝心のページが、カミソリやカッターでしばしば切り取られている。あるいは、鉛筆やペンでアンダーラインが引かれ、マーカーペンでマークされている。これらも、学業不正での破壊活動である。

### 教員側の不正
上記は、生徒（学生）側の学業不正だが、教員が関与する学業不正もある。
学業不正に関する教員側の不正は、筆記試験、口述試験の不適切な採点、不適切な成績評価、生徒（学生）に試験問題のヒントや答えを教えるなどがある。また、試験問題を事前に入手し、それに関する指導を試験前に行なうなどがある。これらは、賄賂、学生のえこひいき、特殊な教育方針という理由もあるが、良い成績をつけることで教員の能力が高いと評価されるために行なわれることもある。時には、利己的な欲望やセクシュアル・ハラスメントのために行なわれることもある。
展覧会などで生徒（学生）が受賞するように、教員が生徒（学生）の作品の主要部分を作成する不正もある。学生が卒業できないと教員が困るので、学生の成績に下駄をはかせる不正、卒業論文の主要部分を作成する不正、大学院の修士論文、博士論文を、実質的に、教員が作成する不正もある。
米国で発生したアトランタ校区教員答案改竄事件（Atlanta Public Schools cheating scandal）は有名である。2002年から2009年の間、ジョージア州全体テスト（CRCT）を受験したアトランタ校区中学高校の生徒の成績が急激に上昇した。それで、最高責任者のベバリー・ホール（Beverly Hall、女性、ジャマイカ系米国人）は、全米で最も優れた教育指導者に選ばれるなど、たくさんの賞を受賞した。ところが、2009年、成績に不正があったことが発覚した。調査が進むと、アトランタ校区中学高校の44校の178教員・校長が生徒の答案の誤答を正答に改竄していたことが判明した。米国の歴史上最大規模の教員不正試験事件である。

## 高校・大学の規則例

### 日本の高校
日本の高校でのカンニングの処分は、当該科目が0点になり、停学となることが多い。
一例として愛知県立西春高等学校の試験でのカンニングの注意と処分例を示す。特別指導とは、訓告、停学、退学のどれかである。

### 日本の大学
日本の大学は学則あるいは別の規則で何が不正行為かを示し、合わせて処分を例示している。試験でのカンニングは、初回でも、その学期の単位が全部没収され無期停学（反省の態度が見られれば実際は3か月程度）が多い。訓告や退学もある。
一例として秋田大学の規則を示す。

### 米国の中学高校
米国の中学高校の一例として、米国カリフォルニア州のアナハイム校区中学高校群（Anaheim Union High School District）の学業不正の定義と処分を例にあげる。
カンニング、捏造、改竄、盗用が学業不正だが、他に、「許可なくいじる」も学業不正である。「許可なくいじる」の内容を以下に示す。
- 「許可なくいじる」（Tampering）：不正や改竄をするために教員の持ち物や学生成績表をいじることは禁止されています。許可なくいじると、学業不正とみなされ処分されます。

学業不正は、1回目、2回目、3回目、4回目と回を重ねるごとに処分が重くなる。詳細を省くが、1回目から、当該科目を0点とし、親に伝えられる。2回目は、校内の名誉対象からはずされる。3回目で、停学処分と校区内の他校への移籍処分が課される。4回目で除籍処分されるので、5回目以降はない。

### 米国の大学

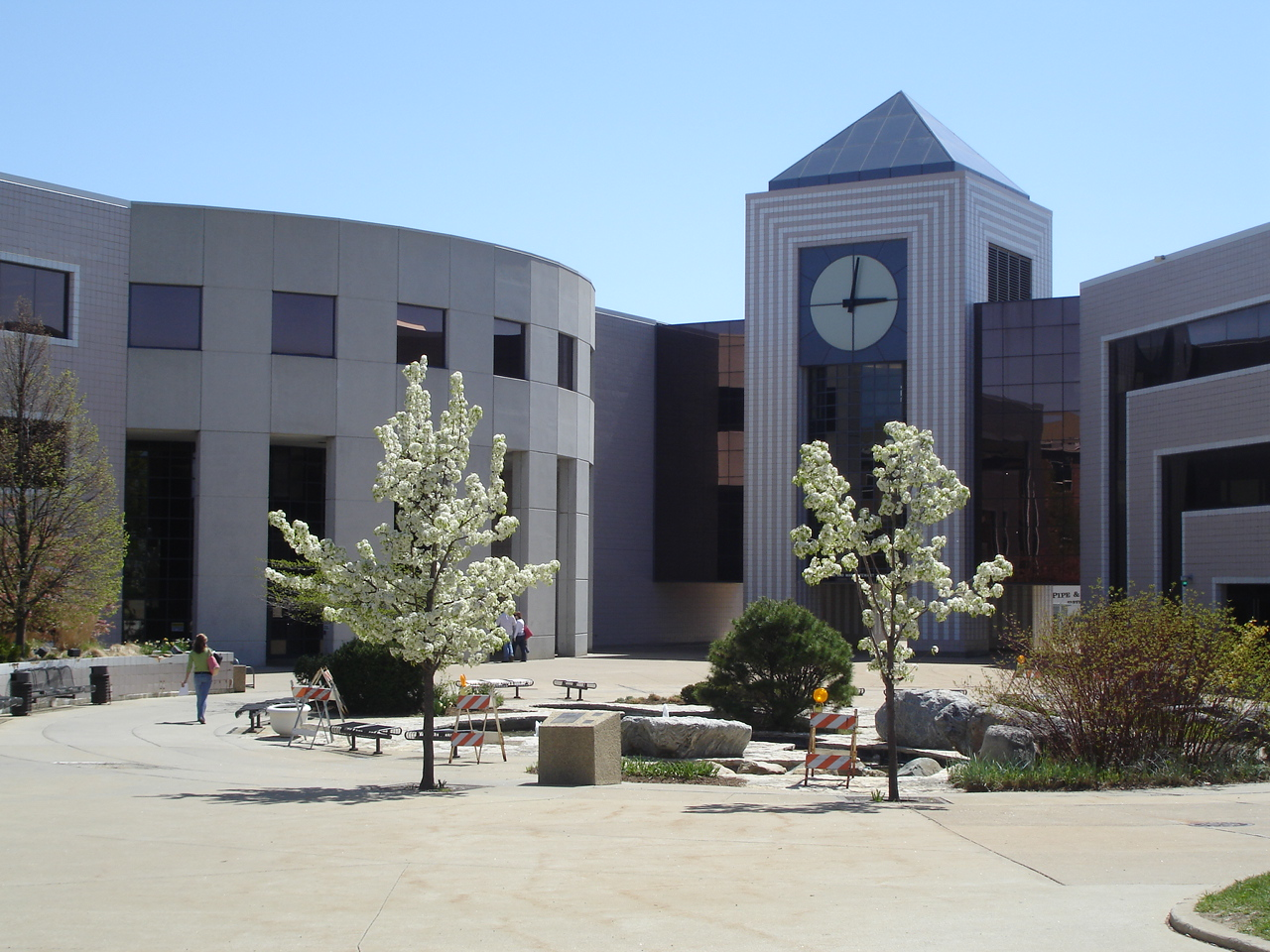
西ミシガン大学スチワート時計台

米国の大学の一例として西ミシガン大学（Western Michigan University）の規則を示す。
西ミシガン大学（Western Michigan University）は、米国ミシガン州のカラマズー市に本部を置く州立大学である。学業不正の定義（Definitions of academic honesty violations）がウェブに掲載されている。
学業不正は、カンニング、捏造、改竄、盗用だが、他に、「共犯」、「授業コンピュータ不正」の項目もある。後者だけ詳細にみよう。
- 「共犯」（Complicity）：試験中に他の学生が自分の答案用紙の答えを写しているのを故意に許す行為。定期試験前に予想問題を他の学生に配布する行為。共同作業が報告されないと知っていて宿題やレポートを共同作業して提出する行為。替え玉で他の学生の試験を受ける行為。宿題やレポートに他の学生の名前を書いて提出する行為。
- 「授業コンピュータ不正」（Academic Computer Misuse）：コンピュータ不正は、教員がソフトウェアを使用しないで行ないなさいと指示した授業や課題に対し、学生がソフトウェアを使用する行為。

学業不正の処分は、当該科目が減点か0点になる。さらに別途、その学期の単位が全部没収、警告、懲戒、反省行動、自由裁量の制裁、賠償、特権なし、謹慎、停学、退学である。

### カナダの大学
カナダの大学の一例としてマニトバ大学を取り上げる。マニトバ大学は学業不正に対する取り組みが優れている。内容や処分は米国の大学と大体同じだが、学業不正のクイズも作成している。
11問あるクイズの1問を例示する。

以下、「ハイ」または「イイエ」で答えなさい。

1. 授業の最初の日にエッセ－の課題名が伝えられた。課題名は、去年、別の授業で書いたのと同じだったので嬉しかった。去年のエッセ－をプリントアウトし、新しい表紙をつけて締切日前に提出した。これは学業不正ですか？

サイトでは、クイズの最後尾をクリックすると、答と説明が別ページに示される。

### 英国の大学

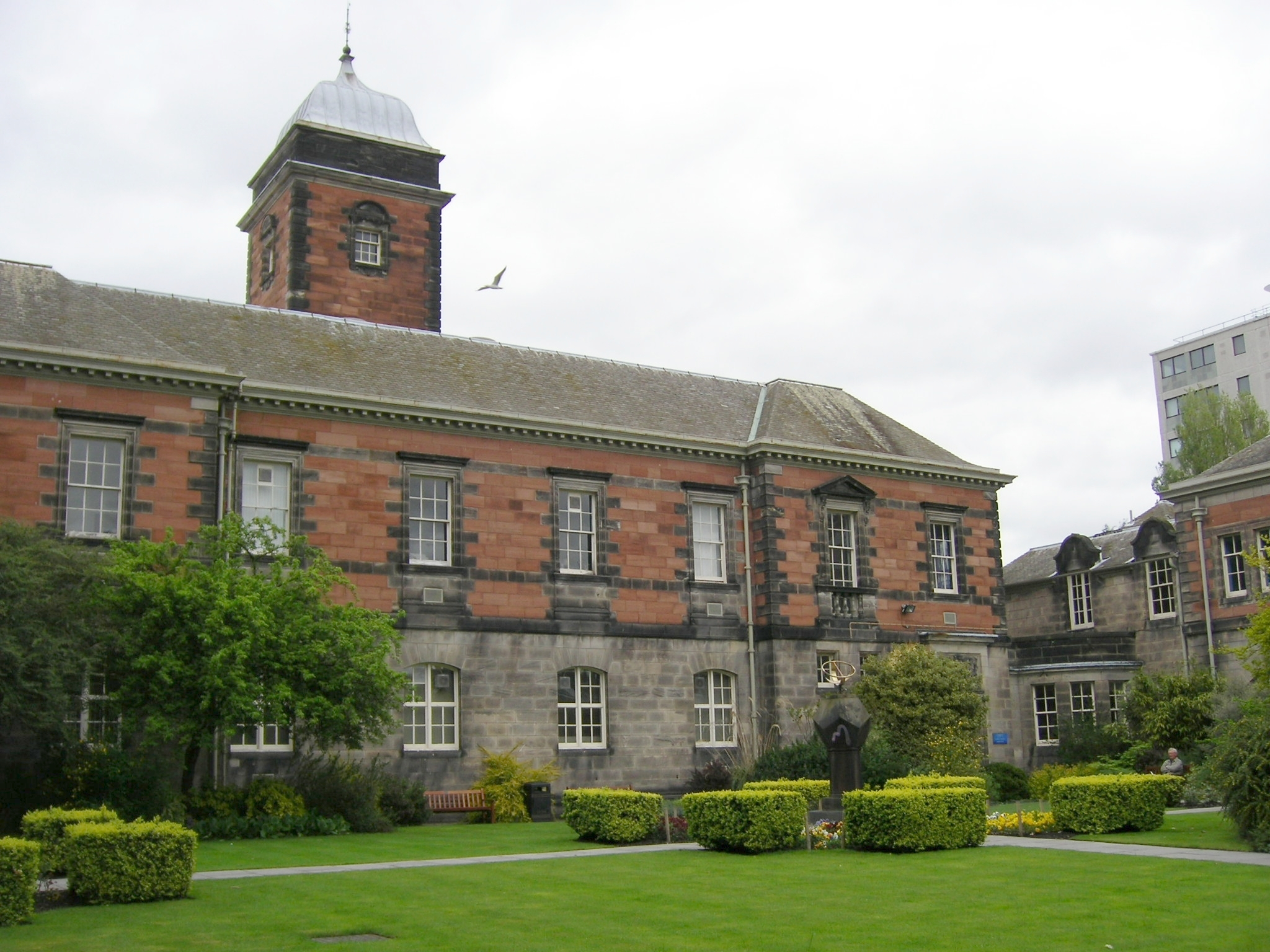
ダンディー大学のハリス棟

英国の大学の一例としてダンディー大学（University of Dundee）が学業不正として挙げている項目を示す。試験実施規則は別に示されていて、「試験官は2人いること」などかなり厳格である。
カンニング、捏造、改竄、盗用の項目があるが、他に、「共謀」、「委託」、「重複」の項目がある。後者だけを以下に示す。
- 「結託」（collusion）：数人が共同作業した宿題、レポート、論文を1人の学生が1人で作業したとして提出する行為。
- 「委託」（commissioning）：他の学生がした宿題、レポート、論文を自分がしたとして提出する行為。
- 「重複」（duplication）：他の科目で自分が作成した宿題、レポート、論文と全く同じ（ - かなり類似した）ものを、同じ大学の別の科目で提出する行為。

## 原因
学業不正には様々な原因がある。研究者は、個人的特徴、人口統計、状況的原因、防止方法と学業不正との相関性、それに、道徳の発達理論も研究している。

### カンニングの動機
何人かの学者は、学業不正は病気だと主張している。病理学的にみて、学業不正をしてしまう衝動をコントロールできない病気であると。作家のトーマス・マローン（Thomas Mallon）も、多くの学者の盗用は、しばしば盗癖と同じで、病気であると述べている。例えば、サミュエル・テイラー・コールリッジやチャールズ・リード（Charles Reade）は盗用癖があったとしている。盗む行為をやめられない心の病気である。
リチャード・ファス（Richard Fass）は、現実社会でのビジネス・スキャンダルを見るにつけ、不正は社会で成功する1つの方法だと学生が信じている可能性があると提唱している。この場合、高校や大学で学業不正するのは、卒業してから現実社会で成功するための練習だととらえられている。一部の生徒（学生）は、人生は「成功」か「正直」かの2者択一であると考えている。それで、「私は正直が好きだが、しかし、成功するのはもっと好きです」ということになる。反対に、企業倫理が上昇するとビジネス界は衰退すると考える学者もいる。この場合、学業不正は倫理違反だから、学業不正しないようにと訴えても効果がない。
学生の学業不正と、学生の成績は関係ないとも言われている。カンニングの機会を与えられた学生群と与えられなかった学生群で実験してみると、成績に差はなかったという報告がある。しかし、「試験の時にカンニングペーパーをもってきてもいいですよ」と伝えた学生群の成績は上昇しなかった。これらの結果は、カンニングが成績をあげるのに効果がないと答えた男子学生がわずか13%、女子学生も46%しかいなかったという結果と矛盾している。
この「試験の時にカンニングペーパーをもってきても良いとした学生群の成績が上昇しなかった」のを論文は、次のように解釈した。学生は、試験勉強しないで、試験の解答の補助としてカンニングペーパーを使用したのではなく、カンニングペーパーを作るのを試験勉強の1つとしたためだと結論した。
米国では、優秀な成績の学生の3分の1がカンニングしている。不正は成績を上げる近道なので、優秀な成績の学生もカンニングをする。また、盗用したレポートの評価が「低」でも、費やした時間とエネルギーをカウントすれば、実質的な損得評価では得だと考える学生は多い。

### 教員
米国連邦政府は、2002年、落ちこぼれ防止法（No Child Left Behind Act）を重要試験（high-stakes testing）に適用する法律を発布した。これで、学校と教員は生徒の試験の成績に責任を問われることになった。『フリーコノミクス』（Freakonomics）の著者であるシカゴ大学のスティーヴン・レビット（Steven Levitt）とニューヨーク・タイムズ記者のスティーヴン・ダブナー（Stephen Dubner）は、「教員は、試験のために授業をしている。試験に出る問題と類似の問題を教えている（解答ではないが）。試験に出ない内容は授業で取り上げない。そして、教員は自分の生徒の試験結果に下駄をはかせている」と指摘している。生徒が学業不正をするかしないかに、教員は大きな影響力を持っている。

### 人口統計学と人間性
カンニングは、生徒（学生）の年齢、性別、成績に関係している。男性より女性、学年が上の学生ほど、成績の良い学生ほどカンニングをしない。課外活動が多い学生は勉強する意欲、時間の不足からカンニングに走る傾向がある。学年が下の学生ほどカンニングをする傾向が高いが、4年制大学で最もカンニングをするのは2年生だという研究報告がある。
カンニングは道徳観が発達すれば減ると期待されるかもしれないが、学生の道徳試験（morality test）の成績とカンニング率は相関性がない。
数千人の大学生を対象にしたドイツの調査では、勉強がひどく遅れると、学業不正をする頻度が高くなる。勉強しないから遅れるのだが、その遅れを取り戻そうと考える戦略がカンニングなのだとある。
人種、国籍、社会階級は、学業不正と相関性がほとんどない。信心深さもほとんど相関性がない。異なる宗教間で調査した結果、宗派もほとんど相関性がない。ただ、ユダヤ人は他の宗教人に比べカンニングをしない傾向がある。
米国の学業不正に強い相関がある要因は言語である。英語を第二言語とする学生は学業不正の頻度が高い。面倒だから自分の言葉で書き直したくない、言い換える技術が下手なので言い替えない。カリフォルニア大学は外国人学生（International student）が学生総数の10%を占めるが、その10%の外国人学生が大学の学業不正全体の47%を引き起こしている。

### 状況的原因
学業不正は、学生個人の人間性より大学での環境や社会的環境との関係が大きい。この状況的原因は特定するには幅広すぎて、教員には試験前にどんな措置をしておけば良いのかを絞りにくい。

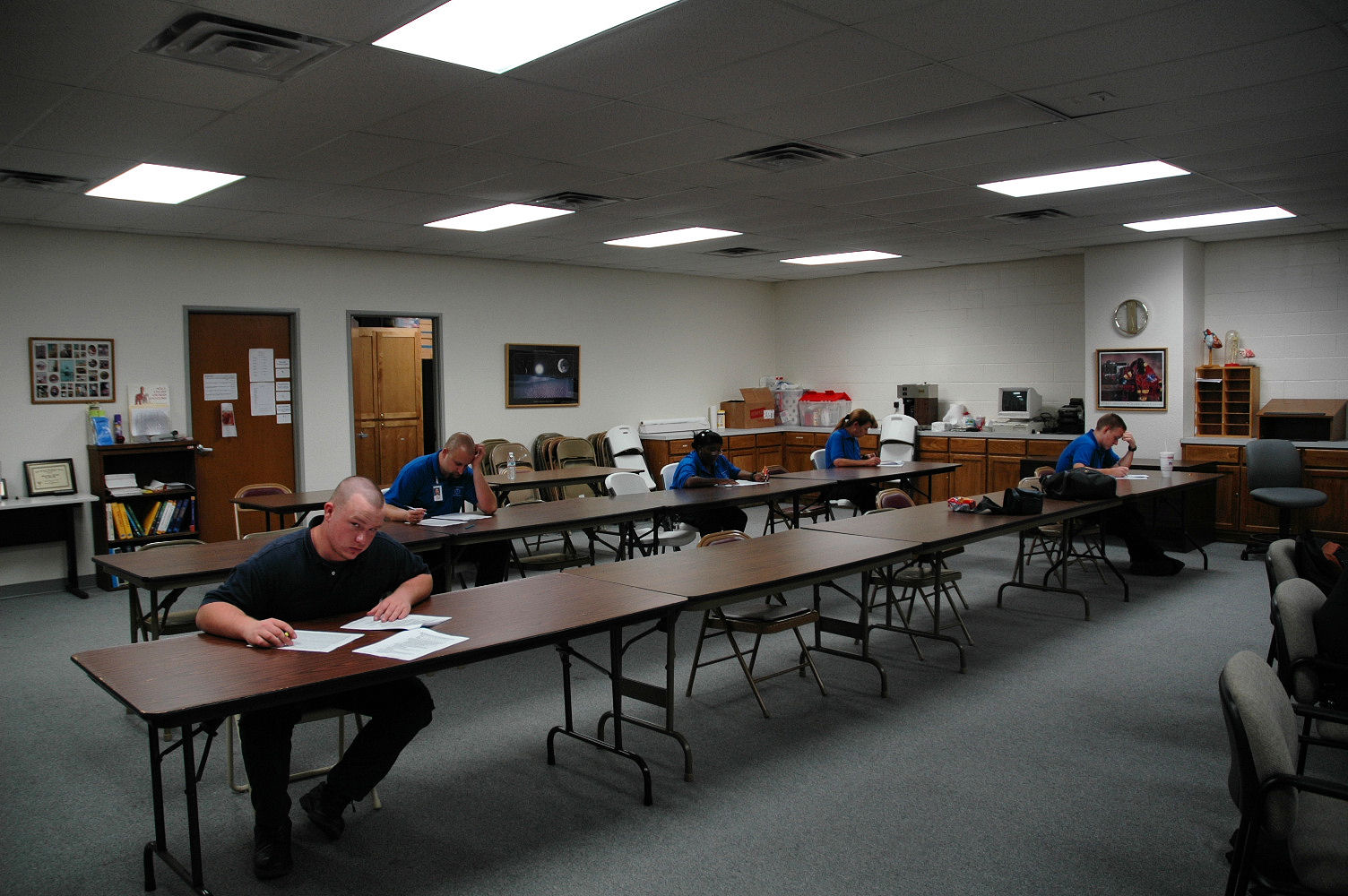
受験者の席を離す

受験者の席を離すのはカンニング防止にはほとんど効果がない。カンニングすると退学だぞと試験前に学生を脅すのは、かえってカンニングを増やすという報告がある。実際、試験監督官を増やしても、カンニングを見つける他の方法を導入しも、大きな効果はなかった。
米国の大学生の調査によれば、ここ半年間に1回でもカンニングした学生は50%で、5回以上した学生が7%、一方、カンニングした学生の2.5%だけがつかまった。教員が新しいカンニング防止法を導入すると、学生は、それを凌ぐより精巧な方法を工夫する。教員と学生のイタチごっこで、あたかもゲームのようだ。一部の教員は、コストがかかる割に難攻不落なので、軍備拡張競争と表現している。
教員の視点と学生の視点が大きく異なる。罰を厳しくしてもカンニングは減らない。罰を厳しくしてもカンニングはカンニングだと学生は受け取っていて、自分のカンニングは見つからないから罰を厳しくしても関係ないと学生は考えている。
しかし、教員が授業・シラバス・試験前に「カンニングをする学生にはとても失望している」と伝えることで、カンニングは12%減少した。
大学外の人から見れば、大学教授は論文出版数と獲得した研究助成金額で評価され、学生をどう教育したかでは評価されない。だから、かなりの大学教授はカンニングの増減に興味がない。
教員は偶然、カンニングを増やすこともする。厳しい教員や不公平な教員に仕返しするために学生がカンニングをするのである。また、教員が相対評価方法で成績をつける場合、学生同士で競争している学生のカンニング率は高くなる。
学生の目標設定とカンリング率が関係しているという研究報告がある。目標を高いところに設定したクラスは、目標の達成だけを強調するクラスに比べカンニング率が低い。言いかえると、知識や論理を学ぶのが面白いから学習する教育本来の価値を求める学生は、進級や報酬（見返り）のために学習する学生よりはカンニングをしない。
学業不正の最も重要な状況的原因は、多くの場合、個々の教員の管轄外である。
非常に重要な1つの要因は学生の時間管理（Time management）である。ある調査によると、教員の3分の2は、カンニングの原因は学生の時間管理のまずさに起因していると思っている。というのは、課外活動とカンニングに強い相関があるからでもある。特にスポーツ選手(学内だけのチームでも)のカンニング率が高い。また、学生がトランプ、テレビ、友達との飲酒に多く過ごせば過ごすほど、カンニング率が顕著に上昇する。関連して、学生社交クラブ会員の学生は学業不正率が高い。
学業不正の重要な他の原因は、その学生の仲間の倫理観である。すなわち、同調圧力である。心理学によると、人々はピアグループ（同年齢集団）の規範（掟）に従う傾向が強い。掟には学業不正をどうするかも含まれている。仲間がカンニングを嫌うならその学生もカンニングをしない。仲間がカンニングをするならその学生もカンニングをする。確かに、多数の研究報告は、学生がカンニングをするかどうかの決定的要因はその学生の仲間の学業不正に対する行動価値観だとしている。例えば、学業不正に無頓着なコミュニティーの大学生は平均69%カンニングをしたが、学業不正を嫌うコミュニティーの大学生はわずか約23%しかカンニングをしなかった。
しかし、同調圧力は両刃の剣である。他の仲間がカンニングするのを見た学生の41%がカンニングをする。だから、同調圧力を利用して規範を守らせる学生コミュニティー（同年齢集団）を作れると良い。例えば、大規模大学は小規模大学より通常、カンニング率は高い。これをどうするか？　大規模大学は、学生コミュニティー同士はほとんど互いに社会的圧力をほとんどかけないが、多数の学生コミュニティーに分かれている。学生コミュニティーのなかの結束は弱い。多くの教授は、小さなクラスほどカンニングをしないと主張している。大規模大学でも1つ1つの学生コミュニティーは小さいので、規範を守る学生コミュニティー多く作る。「結束は弱い」面を改善して、各コミュニティー内の同調圧力を利用し、倫理観を高めると良い。

### 倫理的原因
カンニングをする学生に人口統計学的なあるいは状況的原因があろうがなかろうが、カンニングする前に自分の良心を欺かなければならない。これは、不正を拒否する強さと、罪の意識から逃れられる正当化の強さのどちらが勝るかに依存している。例えば、カンニングすることにほとんど罪悪感を感じない学生はカンニングをするだろう。しかし、多くの学生はカンニングは悪いことだと教えられていて、その価値観が自分の心（頭）の中に内面化している。一方、そうであっても、カンニングを悪いと思っている学生の3分の1が、実際はカンニングをしたという報告がある。
カンニングを悪いことだ思っているにもかかわらずカンニングする学生は、どうしてそうなるのだろうか？　頭の中で、「中和」（Neutralisation (sociology)）呼ばれる整理をする。
逸脱行動の心理学によると、「中和」する人はその問題に対する社会規範を守るべきものと考えているが、「魔法」がかかったときは社会規範を破っても仕方ないと感じている。
「中和」は単純に「事後」を合理化するだけでなく、不正行為の「前」「最中」「事後」を説明する包括的な心情である。学業不正の「中和」には4つのタイプがある。
1. 「責任の否認」：学生がやむを得ず学業不正をするよう仕向けた人が非難されるべきである。最も多い「中和」形式で、カンニングをした大学生の61%がそう言う。
2. 「非難者の非難」：「教授は偽善者で、あの教授の影響で自分はカンニングをするようになったのです」と主張する。28%で、「中和」の2番目である。
3. 「組織忠誠への訴え」：3番目、大学生は、組織（通常は仲間）への忠誠が、道義的に正しいことをするより重要だと思っている。約6.8%で、「中和」の3番目である。
4. 「傷の否認」：カンニングが発覚しても人生が破滅するわけではない。4.2%で、「中和」の4番目である。

## 防止法

### 罰
学業不正に対する処分は、年齢と違反内容による。高校では、カンニングに対する標準的な処分は落第である。大学では、除籍か退学になる(例えば、バージニア大学では、倫理憲章（honor code）違反は退学より軽い処分がない)。実例は多くはないが、大学や大学院時代の盗用がばれて、大学教授が懲戒解雇されたケースもある。学業不正では、不正の主犯だけでなく、関係者全員が処分される。
歴史的には、学業不正を防ぐ役目は教員に与えられた。それは、かつて、教授には、学生の「親代わり（in loco parentis）」の役目があると考えられ、学生の行動をコントロールできたからである。従って、学業不正を発見した教授が、自分が適切と思う罰を学生に下した。この場合、学生は上訴できなかった。それで、大学は、試験を監督する試験監督官を別に雇った。不正が特に重大な時だけ、学部長と大学上層部が関与した。この一貫性のないパターナリズムのシステムに対して、いくつかの大学の学生は抗議し、大人として扱われることを要求した。

### 倫理憲章
倫理憲章（honor code）の創設は、1779年、米国で2番目に古い大学であるウィリアム・アンド・メアリー大学が最初で、その後、1850年代にバージニア大学などが続き、1893年にコネチカット州のウェズリアン大学が行なった。倫理憲章は、学生が教授の了承を受け、大学生活を民主主義および理想の人格に捧げることを誓約したものである。ハーバード大学の B.メレンデス（B. Melendez）は、倫理憲章は正直であることの誓約書であり学業の規範であると定義した。倫理憲章では、学生は、告発を受理し、未処罰の調査をし、すべての学生に倫理憲章を守らせる、つまり、司法をコントロールするとも誓約している。このシステムは学生の自主管理制度に依存している。それは、学内の不正を正す仕事が大学監事や教授から若い学生紳士に移行したことになる。
興味深いことに、米国の軍学校は、自主管理制度を民間の大学より一歩進めた制度を導入した。米国の軍学校は、「寛容」を認めていない。つまり、陸軍士官学校生か海軍兵学校生が、学業不正（窃盗などと同じ）をした人を報告しないか、保護したならば、その学生は学業不正者と共に退学となる。

### 学業不正防止の教員側の問題
学業不正の防止を教授に依存するには限界がある。ある調査では、教授の21%以下だが、少なくとも1つの明瞭なカンニングを無視したとある。別の調査では、学生のカンニングに対して、教授の40%は「決して報告しない」、54%は「まれに報告する」、6%は、「学業不正に直面したときに対処する」とある。教授に関する3番めの調査は、79%はカンニングに遭遇している。しかし9%しか処分しないとある。カンニングに遭遇したときの教授の心中は以下のようだ。

行動しない理由は、対処する時間とエネルギーを使いたくない。感情的な対立を望まない。学生から報復される恐れがある。学生を失いたくない。ハラスメントまたは差別で告訴されたくないなどである。

他にも理由がある。教授のある割合は、罰が厳しすぎると思い、関係当局に報告しない。
大学外の人から見れば、大学教授は論文出版数と獲得した研究助成金額で評価され、学生をどう教育したかでは評価されないので、かなりの大学教授はカンニングの増減に興味がない。
他に、ポストモダン的な見解のためにカンニングを報告しないという理由がある。ポストモダニズムは、「原作者」や「独創性」という概念を疑っている。カルチュラル・スタディーズと歴史主義から、原作者というのは単に彼ら自身の社会環境の構成物である。したがって、彼らは既に出来上がっている文化的物語を単に書き直したのにすぎない。さらに、構成研究（composition studies）の分野では、学生は、グループ研究することが奨励されていて、進行中の修正作業に集団で参加することが奨励されている。ポストモダニズムの視点は「知的過誤の概念は認識論の価値の限界である。ポストモダニズムでは、罪と無罪の相違、公正性と偽造の相違は無関係である」。しかし、ポストモダニズムは単なるモラル相対論（Moral relativism）である。カニングが道義的にも法律上にも間違っていたとしても、有効な方法として許されるという議論がある。
ある教授は次のように書いている。「試験室をそっと眺くと、数人の学生がお互いに相談していた。私は、それをカンニングではないと考えた。教授が課した障害を非伝統的な技術である協力的学習で乗り越えようとしていると解釈した」。問題は、さらに広がる。相対主義が一部の教授の学業不正に関する考え方（不正基準）に影響しているもだ。「中東、アジア、アフリカのある地域からの留学生は、アイデアを個人が所有するという概念に当惑するだろう。彼らの文化では、アイデアや文章は個人財産ではなく社会の共有財産だとみなすからだ」。
教員がカンニングを防止しない別の問題は、教員のある割合は、カンニングの防止は教員の仕事ではないと考えているからである。教育の場では「教員は教師であって、警官ではない」という言葉がよく使われる。経済的に考えると、教員は、学生を教育して給料をもらっている。学生が学業不正をして自分で学ばないなら、それは学生が払ったお金を自分で失っているだけなのだ。

### 不正を世間に公開
インターネットの発達で、生物医学研究では論文盗用を検出する盗用検出法が開発されている。2006年にテキサス大学サウスウェスタン医学センター（University of Texas Southwestern Medical Center at Dallas）のハロルド・ガーナ―（Harold Garner）教授が盗用検出ソフト・「イーティーブラスト」（eTBLAST）を開発した。そのソフトで検知した類似性の高い世界中の論文データーベース「デジャブ（Deja vu）」はインターネット上に公開されている。学術論文レベルだが、学業不正を世間に公表して糾弾する活動である。